# ماسايو هوسونو
ماسايو هوسونو (باليابانية: 細野 雅世) مواليد 05 يناير 1978 في توياما، اليابان، هي مؤدية أصوات يابانية بدأت نشاطها عام 2000.

## الأعمال

### مسلسلات أنمي
- أكاديمية أليس
- ناروتو
- سكرابد برنسس

### أفلام أنمي
- فيلم ناروتو: صدام النينجا في أرض الثلج

### ألعاب
- المملكة هارتس II
- النينجا النهائي

### دبلجة
- أميرة الثلج
- هاري بوتر وكأس النار
- 24
- ذا سويت لايف أوف زاك أند كودي
- آي كارلي
- بايبي لوني تيونز

## وصلات خارجية
- ماسايو هوسونو على موقع IMDb (الإنجليزية)
- ماسايو هوسونو على موقع قاعدة بيانات الفيلم (الإنجليزية)
- ماسايو هوسونو على موقع ANN person (الإنجليزية)
- ماسايو هوسونو  في شبكة أخبار الأنمي